# Magdalena Sibila de Brandeburgo-Bayreuth
Magdalena Sibila de Brandeburgo-Bayreuth (Bayreuth, 1 de noviembre de 1612-Dresde, 20 de marzo de 1687) fue una princesa alemana de la Casa de Hohenzollern, casada con el elector Juan Jorge II de Sajonia.

## Biografía
Magdalena Sibila era la hija del margrave Cristián de Brandeburgo-Kulmbach (1581-1655) y de su esposa, la duquesa María de Prusia (1579-1649), segunda hija del duque Alberto Federico de Prusia y de María Leonor de Cléveris. Descendía por parte de esta última del emperador Fernando I de Habsburgo. 
Se casó el 13 de noviembre de 1638 en Dresde con su primo hermano, Juan Jorge II de Sajonia. De esta unión nacieron: 
- Sibila María (Dresde, 16 de septiembre de 1642-ibidem, 27 de febrero de 1643), murió joven.
- Edmunda Sofía (Dresde, 25 de febrero de 1644-Bayreuth, 22 de junio de 1670), casada en 1662 con su primo hermano, el margrave Cristián Ernesto de Brandeburgo-Bayreuth.
- Juan Jorge (1647-1691), sucesor de su padre en el Electorado de Sajonia con el nombre de Juan Jorge III.

Magdalena Sibila tenía una buena relación con la familia real sueca (la reina consorte desde 1620 a 1632, María Leonor de Brandeburgo, era su prima hermana) y fue capaz de salvar a la ciudad de Pirna de un ataque, mediante una carta dirigida al comandante de Suecia en 1639, durante la guerra de los Treinta Años. En 1680, enviudó y se retiró a Freiberg-Colditz.
Murió en Dresde en 1687.

## Literatura
- Franz Otto Stichart: Galerie der sächsischen Fürstinnen; biogr. Skizzen sämtlicher Ahnfrauen des kgl. Hauses Sachsen. Leipzig 1857. (Galería de las princesas de Sajonia, Det. Apuntes de todas las mujeres ancestrales de la casa real de Sajonia.)
- Fritz Roth: Restlose Auswertungen von Leichenpredigten für genealogische und kulturhistorische Zwecke. Selbstverlag, Boppard/Rhein 1980, Bd. 10, S. 492, R 9803 (Lotes restantes: Las evaluaciones de los sermones fúnebres para fines genealógicos, históricos y culturales.)

- Datos: Q451447
- Multimedia: Magdalene Sibylla of Brandenburg-Bayreuth / Q451447